# Clã Chisholm
O Clã Chisholm é um clã escocês da região das Terras Altas, do distrito de Ross, Escócia.
O atual chefe é Andrew Francis Hamish Chisholm de Chisholm, 33º chefe do clã.